# Nòduls limfàtics poplitis

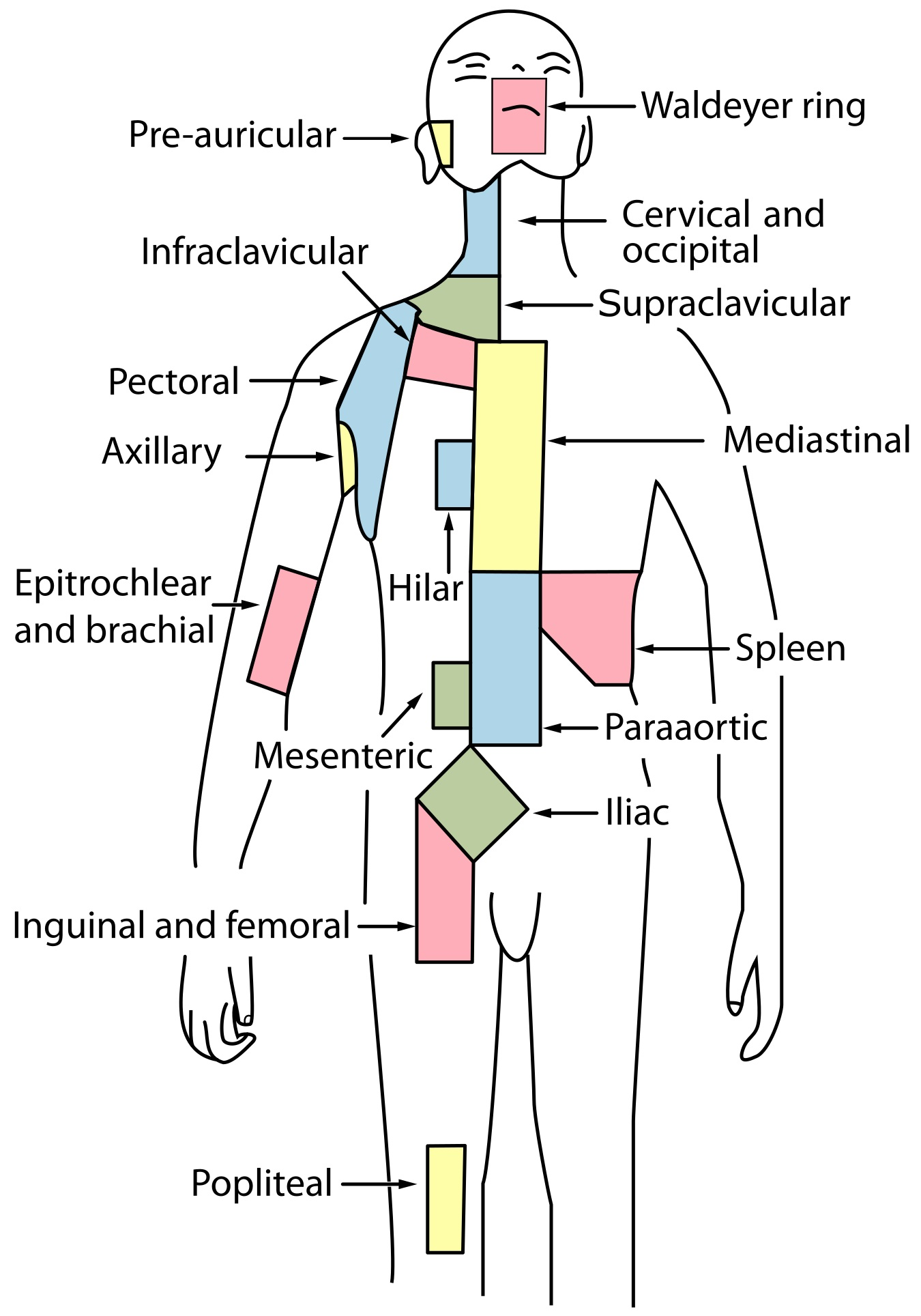
Distribució del sistema limfàtic per regions

Els nòduls limfàtics poplitis, de mida petita i en nombre de sis o set, són nòduls del sistema limfàtic que es troben inserits en el greix de la fossa poplítia:
- Un es troba just per sota dels fascicles poplitis, prop de la part terminal de la vena safena petita, que drena la regió.

- Un altre està situat entre l'artèria poplítia i la superfície posterior de l'articulació del genoll, d'on rep els vasos limfàtics conjuntament amb aquells provinents de les artèries geniculars.

- La resta es troben al costats dels vasos poplitis, i reben com a eferents els troncs dels vasos tibials anteriors i posteriors.

Les eferències de les glàndules poplíties transcorren gairebé sempre al costat dels vasos femorals, fins a les glàndules o nodes engonals profunds, però algunes podem acompanya la vena safena gran, per finalitzar a les glàndules del grup superficial subengonal.